# Analfabetism
Analfabetism (schwedisch Analphabetismus) ist ein Death-Industrial-Nebenprojekt des Severe-Illusion-Musikers Fredrik Djurfeldt.

## Geschichte
Mit dem selbstbetitelten Debüt löste Analfabetism das vorausgegangene Projekt Knös als Death-Industrial-Projekt von Fredrik Djurfeldt ab. Ein Jahr nach dem im Selbstverlag veröffentlichten Debüt erschien das Album Av Hjord Är Du Kommen über Malignant Records, womit Analfabetism erste internationale Aufmerksamkeit erfuhr. Mit dem im Jahr 2017 folgenden Album Skammen, das ebenfalls über Malignant Records erschien, baute Analfabetism die eigene Popularität weiter aus. Nach der Veröffentlichung des Albums Skammen kehrte Djurfeldt zu Veröffentlichungen im Selbstverlag zurück. Überwiegend vertrieb er seine Musik dabei über den Onlinedienst Bandcamp.

## Stil
Die von Analfabetism gespielte Musik wird dem Death Industrial im Gleichgewicht zwischen beklemmenden Dark Ambient und Industrial-Klangkomponenten zugerechnet. So variiert das Projekt vornehmlich „tief vibrierende Schallwellen“, die von Industrial- und Noisepassagen verstärkt werden.
Dabei liegt das Projekt in der unmittelbaren Traditionslinie ursprünglicher Genre-Vertreter wie Megaptera, Archon Satani und früher MZ. 412. Analog zu solchen frühen Vertretern wird der Musik von Analfabetism eine apokalyptische und endzeitliche Atmosphäre zugesprochen. Die Arrangements bestehen überwiegend aus Loops, Effekten und Geräusche „die manchmal an eine Explosion“ erinnern, vermengt mit Geräuschen die nach Maschinen klingen, „die auf nukleare Strahlung reagieren“ zu „mechanischen Beats“.
Andere Titel ordnen sich mehr dem Noise unter und präsentieren kurze Stücke „reinen, erschütternden und chaotischen Krachs“, die nach einem einzelnen Beatschlag repetitiv geloopt werden. Djurfelt modelliert und strukturiert die Musik dieser Stücke zu an- und abschwellendem Lärm der kaum Rhythmus oder Metrum besitzen.

## Diskografie
- 2014: Analfabetism (Album, Selbstverlag)
- 2015: Av hjord är du kommen (Album, Malignant Records)
- 2017: Skammen (Album, Malignant Records)
- 2017: Enslighetens förbannade avgrund (Split-Album mit Radiumhospitalet, Selbstverlag)
- 2018: Kniven sitter kvar i bonden (Album, Selbstverlag)
- 2019: Sjön där hon dränkte sina djur (Album, Selbstverlag)
- 2021: Rotvälta (Album, Selbstverlag)
- 2022: Tjudrad och lämnad att dö (Album, Selbstverlag)
- 2024: Den Svagsintes Klagan (Album, Selbstverlag)
- 2024: Svälten i Kagelösa 1431 (Album, Fluttering Dragon Records)